# Lemolemus ferus
Lemolemus ferus is een insect uit de familie van de mierenleeuwen (Myrmeleontidae), die tot de orde netvleugeligen (Neuroptera) behoort. 
Lemolemus ferus is voor het eerst wetenschappelijk beschreven door Navás in 1918.